# Leander Engström

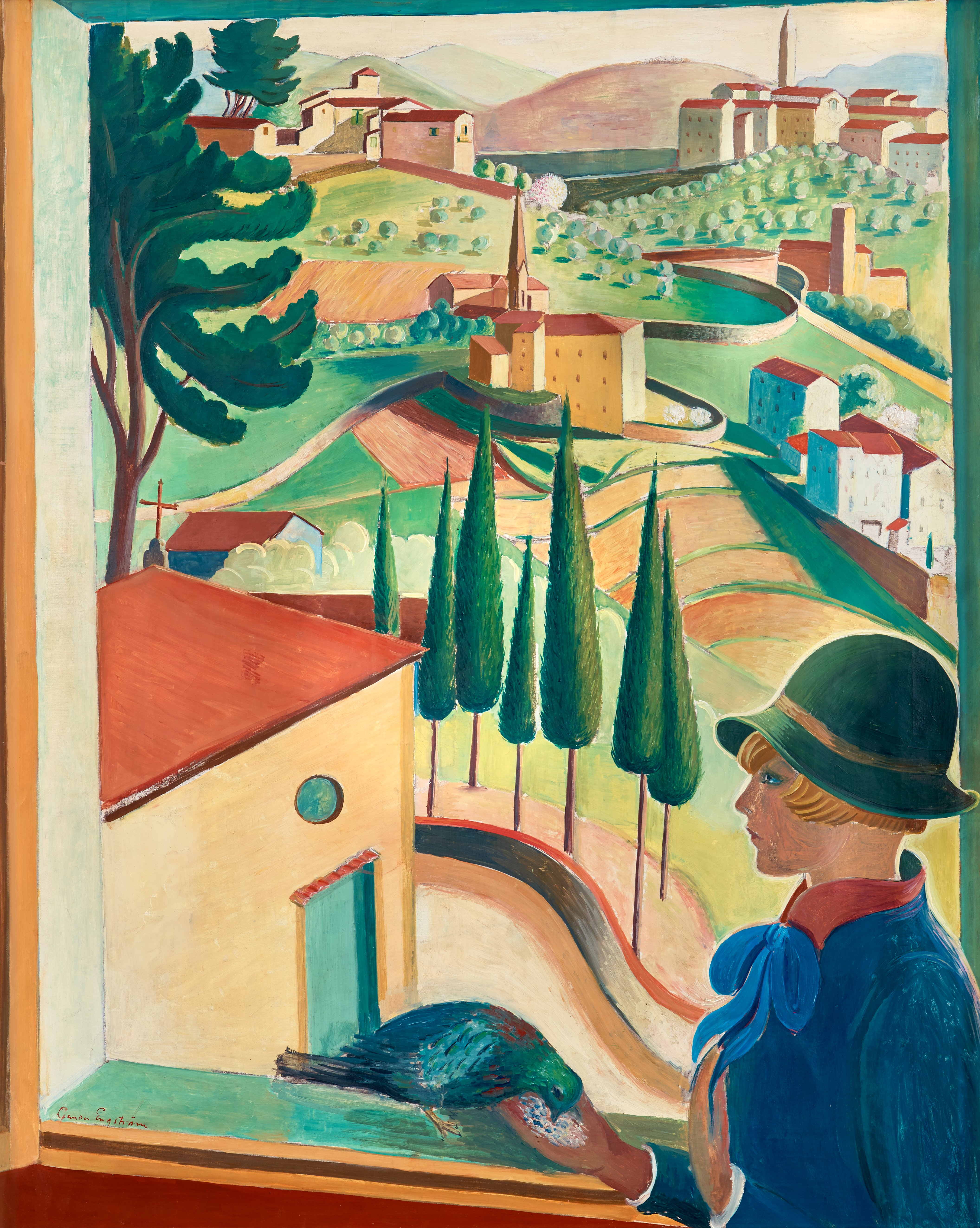
Vogelfüttern

Per Leander Engström (* 27. Februar 1886 in Ytterhogdal; † 6. Februar 1927 in Stockholm) war ein schwedischer Maler. 
Engström besuchte die Volksschule in Ljustorp und kam mit seinen Eltern nach Sundsvall, wo er im Alter von 14 Jahren in einem Sägewerk arbeitete. 1901 wurde er Gehilfe in der Tageszeitung „Sundsvall Tydning“ und Mitglied einer Gruppe von Amateurkünstlern um den Maler Helmer Osslund. Er begleitete Osslund auf einer Bergwanderung.
Dank der Unterstützung von Karl Nordström studierte Leander Engström Malerei von 1907 bis 1908 in Stockholm an der Kunstschule des Künstlervereines. Danach setzte er sein Studium von 1909 bis 1910 bei Henri Matisse in Paris fort. Er gründete eine Künstlergruppe junger schwedischer und norwegischer Schüler Matisses.

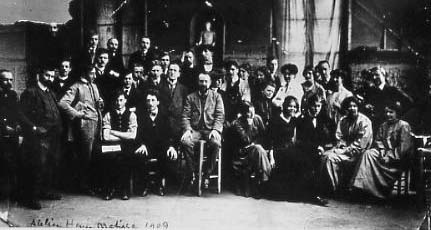
Matisse und seine Studenten in der Académie Matisse, Paris, 1909.

Engström brachte die farbenfrohe französische Malerei nach Schweden. Er verbrachte einen bedeutenden Teil seines Lebens in den Bergen und Wäldern von Norrland im Norden des Landes. Besonders oft besuchte er die Ortschaft Abisko, wo er sich im Jahre 1916 ein Wohnhaus errichtete.
In den frühen 1920er Jahren besuchte er mehrmals Italien, wo er neue Inspiration aus der Malerei der italienischen Renaissance fand. 
Engström schuf hauptsächlich Landschaften und Porträts. Zugleich führte er mehrere Deckengemälde in dem Skandia-Theater in Stockholm aus.
In Engströms Werken ist der Einfluss von Paul Gauguin, Vincent van Gogh, Paul Cézanne und später auch von Matisse bemerkbar.
Leander Engström heiratete im Jahre 1913 Mary Edlund. Ihre Zwillingssöhne Kjell Leander Engström (1914–1979) und Tord Leander Engström (1914–1985) waren auch Künstler. Leander Engström starb im Alter von 41 Jahren und wurde im Waldfriedhof in Stockholm begraben.